# 司曲星
司曲星（18 Melpomene）是第18颗被人类发现的小行星，于1852年6月24日发现。司曲星的直径为140.6千米，质量为2.9×1018千克，公转周期为1270.552天。
司曲星的名字來自希臘神話中的繆斯悲劇女神墨爾波墨涅。